# Csimpánz
A csimpánz (Pan) az emberszabású majmok egy neme, amelybe az ember két legközelebbi rokona, a közönséges csimpánz és a bonobó vagy törpecsimpánz tartozik. A csimpánzok fejlődési vonala mintegy 6 millió éve vált külön az emberekétől; a közönséges csimpánz és a bonobó mintegy 2,5 millió éve különült el.

## Nevének eredete
A csimpánz név a közép-afrikai csiluba nyelv azonos jelentésű kivili csimpenze szavából származik, ami szó szerint „gúnyembert” jelent. A szó az angol nyelvben chimpanzee (ejtsd: csimpenzí) alakban terjedt el a 18. század első felétől. Az angolból vette át a többi európai nyelv, így a magyar is, ahol a szó kiejtését valószínűleg befolyásolta a csimpaszkodik ige hasonlósága is. Az állat tudományos neve, a Pan, úgy született, hogy a chimpanzee névből kivágták az ókori görög Pán természetisten nevével megegyező pan szót (lásd: pánsíp, pánik).

## Előfordulása
A nyugat-afrikai Guineától Gabonig, valamint a Kongói Demokratikus Köztársaság északi felében honos, de nem összefüggő területen, hanem néhány nagyobb és számos kisebb folton. Trópusi esőerdőkben és fás szavannákon egyaránt megél.

## Megjelenése
A csimpánzok testméretei nagy eltéréseket mutatnak, mivel egyrészt határozott nemi dimorfizmus jellemzi őket (vagyis a nőstények mintegy negyedével kisebbek a hímeknél), másrészt pedig elég nagy lehet az eltérés az egyes helyi változataik között. A hímek testtömege így 35–70 kg között, testmagasságuk pedig 90–120 cm között változik; a nőstényeké 26–50 kg, illetve 70–100 cm között. Agytérfogatuk kb. 350 cm³, ami nem sokkal kevesebb, mint az ember legkorábbi ismert őseinek, a már két lábon járó Australopithecus fajoknak.
A csimpánz testének felépítése az erdei életmódhoz alkalmazkodott: hosszú karjai és kezén-lábán szembefordítható (opponálható) hüvelykujjai segítségével épp oly ügyesen mozog a fákon és az ágak között, mint lent a földön. Testét ritkás fekete szőrzet borítja, arca azonban csupasz.
Mintegy 225 napos (7,5 hónapos) vemhesség után a nőstény általában egy utódot szül. A csimpánzkölyök 2-4 évig él tejen, ivaréretté pedig 6–8 évesen válik, de a nőstények néha csak tízévesen válnak szaporodóképessé. Maximális élettartama a természetben 35–40 év, de egyes példányok (főként állatkertekben) akár a 60 esztendős kort is megérhetik. A legidősebb ismert csimpánz a Tarzan című film sztárja, Csita volt. 1931-ben született, és 2011. december 24-én veseelégtelenségben hunyt el 80 évesen.
32 foga van (gumós), a relatív agytérfogata nagy, nincs farka. Érzelmei vannak, ki tudja fejezni magát, van éntudata. Eszközt használ, melyet például élelemszerzésre (hangyavadászat) fordít. A kurkászást szeretetből csinálja.

## Életmódja

### Táplálkozás
A csimpánzok mindenevők. Elsősorban növényeket fogyasztanak, de ha alkalmuk van rá, akkor csoportosan elejtenek kis termetű állatokat is (általában más, kisebb majomféléket, mint például a kolobuszmajmot). Gumós foguk van, az emberhez hasonlóan.

### Társas viszonyai
A testfelépítés és a viselkedés kapcsolata általában szoros, és ennek egyik legfontosabb kifejezője egy faj nemi dimorfizmusa (a hím és nőstény egyedek kétalakúsága). A csimpánzok nemi dimorfizmusa a gorilla és az ember közé esik. A gorillák domináns hímek vezette családokban élnek, míg az emberekre a csoport(ok)on belüli monogám férfi-nő kapcsolat a jellemző.
A csimpánzok csoportszerkezetének jellemzői:
- zárt csoportokban több hím és nőstény él együtt;
- nemi érésük után a hím utódok a csoportban maradnak, a nőstények elhagyják azt;
- a rokon hímek közösen, együttműködve védik a nőstényeket és a csoport területét;
- a nőstények kapcsolata lazább;
- egy hím több nősténnyel tart kapcsolatot (poligínia).

Louis Leakey angol antropológus az elsők között ismerte fel, hogy az emberelődök (Australopithecus-fajok) feltételezett életmódjának megismerésében nagy segítséget jelenthet a ma élő emberszabású majmok viselkedésének tanulmányozása. A közönséges csimpánzok társas viszonyai (és kicsit az ember) jobb megismerésében Jane Goodall angol etológusnő helyszíni megfigyelései hoztak úttörő eredményeket.
2009-ben először sikerült igazolni azt a már korábban is ismert megfigyelést, miszerint a csimpánzok képesek tervezni a jövőt. A stockholmi állatkert egyik csimpánza ugyanis minden reggel követ gyűjt, hogy megdobálhassa velük a látogatókat (és úgy is tesz, mikor megjelennek) – kivéve akkor, ha az állatkert zárva van.

## Érdekességek
A csimpánzok nagyon értelmes állatok, laboratóriumban sok mindenre megtaníthatók. Egyes csimpánzoknak sikerült száz-százötven jelet is megtanítani, és ezeket értelmesen is használták, de valódi nyelvet, amelyben a szavak bonyolult jelentéshálózattá szerveződnek össze, nem tudnak elsajátítani. (Százötven jelet a híres, Alex nevű szürke papagáj is meg tudott tanulni.) Mindkét csimpánzfaj memóriája igen jó (egy 2007-es kutatásban az embereket is legyőzték), és ez nem csak a laboratóriumokban nyilvánul meg. Tíznél is többféle eszközt használnak: kőből vagy fából készült kalapácsot és üllőt pálmadiótöréshez, horgászbotot termeszek halászatához, néha nagy leveleket esernyőként vagy vécépapírnak.
A különböző csapatok más és más eszközöket használnak, másféleképpen vadásznak, ezért sok primatológus úgy gondolja, hogy a csimpánzoknál már beszélhetünk valamiféle nagyon egyszerű kultúrakezdeményről.
A Kongó nevű közönséges csimpánz festményei rendkívül magas árakon keltek el az aukciókon.
A  közönséges csimpánz (a köztudatban egyszerűen csak csimpánz) a leggyakoribb állatkertben tartott emberszabású majom. Magyarországon jelenleg két állatkertben él közönséges csimpánz: a Győri Állatkertben és a Pécsi Állatkertben.

## Források

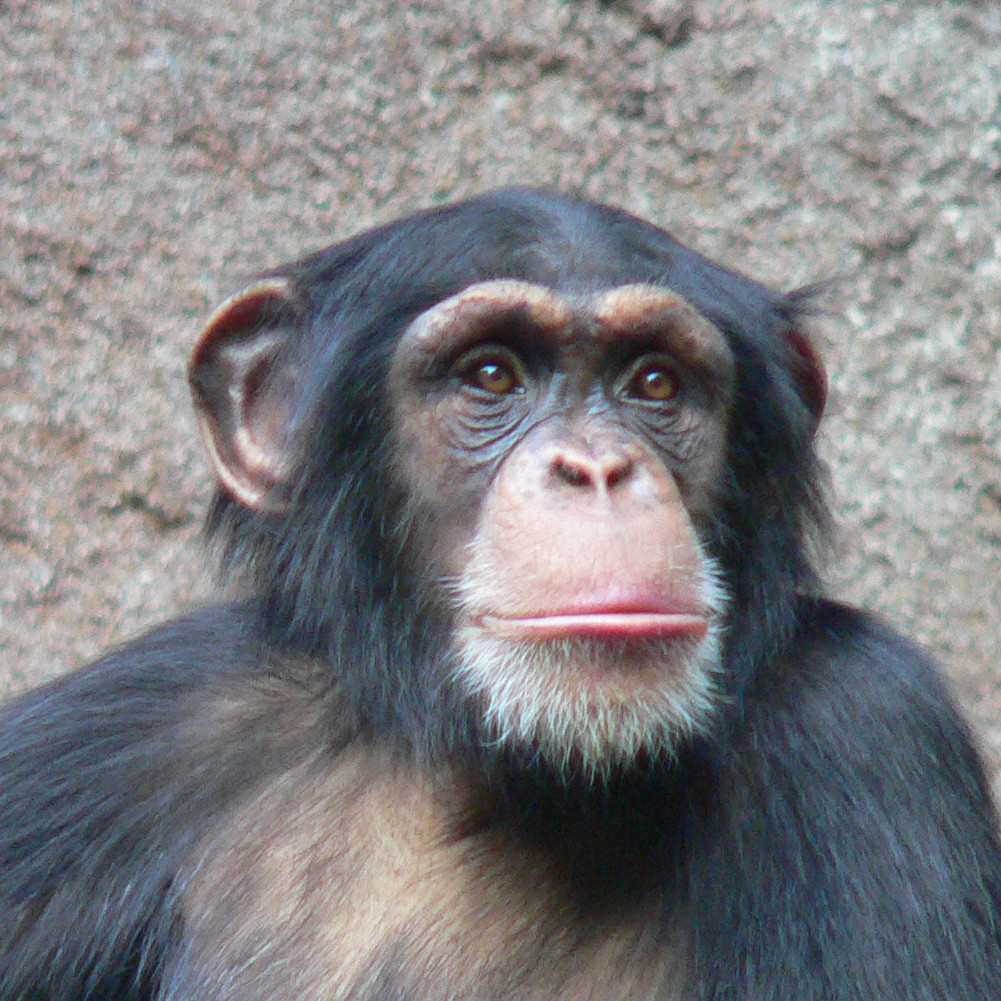
Közönséges csimpánz